# Nerfs ciliaires courts
Les nerfs ciliaires courts au nombre de cinq à six, sont des nerfs de l'œil.
Ce sont des branches du ganglion ciliaire. Ils fournissent des fibres nerveuses parasympathiques et sympathiques au muscle ciliaire, à l'iris et à la cornée.
Les lésions du nerf ciliaire court peuvent entraîner une perte du réflexe lumineux pupillaire, ou mydriase.

## Trajet
Les nerfs ciliaires courts sont des branches du ganglion ciliaire. Ils proviennent de la partie antérieure du ganglion en deux faisceaux supérieur et inférieur. Le faisceau inférieur est le plus grand que le faisceau supérieur. Ceux-ci se divisent en 6 à 10 filaments.
Ils cheminent en avant avec les artères ciliaires dans un parcours sinueux. Un faisceau est placé au-dessus du nerf optique, l'autre faisceau en dessous. Ils sont accompagnés des nerfs ciliaires longs issus du nerf naso-ciliaire.
Ils percent la sclérotique à l'arrière du bulbe de l'œil, passent en avant dans des rainures sur la surface interne de la sclérotique et sont distribués au muscle ciliaire, au muscle dilatateur de la pupille, au muscle sphincter de la pupille, à l'iris et à la cornée.

## Zone d'innervation
Les nerfs ciliaires courts contiennent à la fois des fibres nerveuses parasympathiques et sympathiques.
Les fibres parasympathiques proviennent du noyau d'Edinger-Westphal et des synapses dans le ganglion ciliaire via le nerf oculomoteur. Les fibres parasympathiques post-ganglionnaires quittent le ganglion ciliaire dans le nerf ciliaire court et alimentent le corps ciliaire et l'iris.
Les fibres sympathiques sont fournies par le ganglion cervical supérieur et atteignent le ganglion soit par des branches du nerf naso-ciliaire, soit directement à partir du prolongement du plexus sur l'artère ophtalmique (branche sympathique au ganglion ciliaire). Les sympathiques sont non spécifiques et assurent une vasoconstriction du globe.

## Aspect clinique
Les lésions du nerf ciliaire court peuvent entraîner une perte du réflexe lumineux pupillaire ou une mydriase.

## Galerie

Schéma montrant l'innervation sympathique et parasympathique de la pupille et les sites de lésion dans un syndrome de Horner.
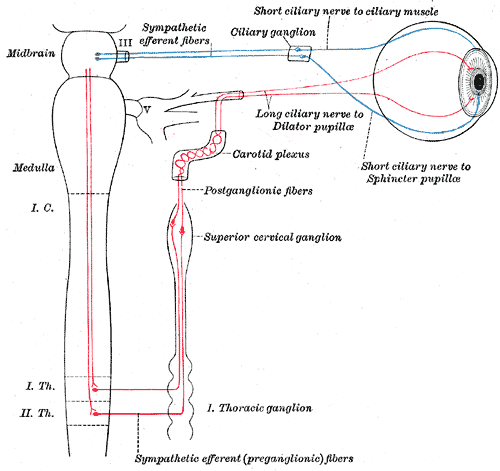
Connexions sympathiques des ganglions ciliaires et cervicaux supérieurs.
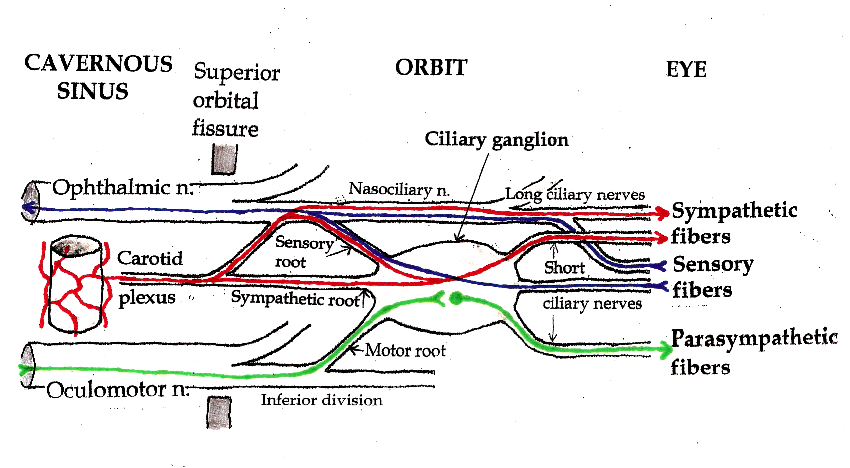
Voies dans le ganglion ciliaire.